# توني واجستاف
توني واجستاف (بالإنجليزية: Tony Wagstaff)‏ هو لاعب كرة قدم بريطاني في مركز الوسط، ولد في 19 فبراير 1944 في Wombwell ‏ في المملكة المتحدة. لعب مع شيفيلد يونايتد ونادي تشيلتنهام تاون ونادي ريدنغ.